# Popillia cyanea
Popillia cyanea är en skalbaggsart som beskrevs av Hope 1831. Popillia cyanea ingår i släktet Popillia och familjen Rutelidae. Utöver nominatformen finns också underarten P. c. splendidicollis.